# Weingut Dr. Loosen
Weingut Dr. Loosen (ofta bara kallat Dr Loosen) är en tysk vinproducent och har funnits inom släkten Loosen i över 200 år. Weingut Dr. Loosens har sex stycken odlingar i Moseldalen och odlar enbart druvan riesling.